# Amphilophus bussingi
Espèce
Amphilophus bussingi est une espèce de poissons néotropicaux.